# Dorota Anderszewska
Dorota Anderszewska (ur. w 1967 w Warszawie) – skrzypaczka polsko-węgierskiego pochodzenia, siostra Piotra Anderszewskiego.

## Życiorys
Urodziła się jako córka Polaka i Węgierki. Studiowała w Polsce i Francji. Spędziła następnie cztery lata na Uniwersytecie Południowej Kalifornii i California Institute of the Arts w Los Angeles, w klasie Endre Granat (ucznia Jaschy Heifetza) oraz dwa lata w Juilliard School w Nowym Jorku, w klasie Dorothy DeLay, uzyskując tytuł magistra sztuk.
Jest laureatką międzynarodowych konkursów:
- Międzynarodowy Konkurs Młodych Skrzypków im. Karola Lipińskiego i Henryka Wieniawskiego w Lublinie,
- w Pekinie,
- w Trapani,
- Konkurs im. Zino Francescattiego w Marsylli,
- Konkurs im. W.A. Mozarta w Los Angeles.

W 1998 została koncertmistrzynią Orchestre national Bordeaux Aquitaine, a od października 2004 współpracuje jako koncertmistrzyni z Orchestre national Montpellier Languedoc-Roussillon. W funkcji tej występowała z Camerata de Salzbourg i Sinfonią Varsovią.
Koncertuje jako solistka oraz w duecie ze swoim bratem, Piotrem Anderszewskim, z którym nagrała recital utworów Mozarta, Beethovena i Schuberta w 1998. Współpracuje również z wiolonczelistą Miklosem Perényim (we trójkę z bratem wykonywali Koncert potrójny op. 56 Beethovena).
Występowała w Europie, Azji i Ameryce:
- Hancock Auditorium w Los Angeles
- Printemps des Arts w Monte-Carlo
- Teatr w Bordeaux
- Cheltenham Music Festival w Cheltenham
- Alice Tully Hal przy Lincoln Center for the Performing Arts w Nowym Jorku
- Weil Recital Hall przy Carnegie Hall w Nowym Jorku
- Akademia im. Ferenca Liszta w Budapeszcie
- Filharmonia Narodowa w Warszawie
- Teatr Narodowy w Tajpej
- Wigmore Hall w Londynie
- Kanadyjskiej Bibliotece Narodowej w Ottawie

## Dyskografia
- 1998: Beethoven – Mozart – Schubert. Sonatas – sonaty na skrzypce i fortepian z Piotrem Anderszewskim – CD Accord, ACD 044[4]
  - Ludwig van Beethoven, Sonata G-dur op. 30 nr 3
  - Wolfgang Amadeus Mozart, Sonata e-moll KV 304
  - Franz Schubert, Sonata (Duo) A-dur D 574 op. posth. 162
- 2006: Mieczyslaw Karlowicz: Violin Concerto; Stanislas et Anna Oswiecimowie – Orchestre National de Montpellier, dyr. Friedemann Layer – Accord 
  - Mieczysław Karłowicz, Koncert skrzypcowy op. 8 – Orchestre National de Montpellier, dyr. Friedemann Layer – Euterp Montepellier[5]
- 2008: Richard Dubugnon. Arcanes Symphoniques:
  - Richard Dubugnon, VII z Arcanes Symphoniques op. 30[6]